# Bouville, Essonne
Bouville là một xã ở tỉnh Essonne trong vùng Île-de-France nước Pháp
Theo điều tra dân số năm 1999, dân số xã này là 538 người. Ước tính dân số năm 2004 là 636.
Danh xưng cư dân địa phương Bouville trong tiếng Pháp là Bouvillons.